# Stjepan IV., papa
Stjepan IV. (Rim, oko 770. – Rim, 24. siječnja 817.), 98. papa Katoličke Crkve, od 22. lipnja 816. do svoje smrti.

## Životopis

### Rođenje, djetinjstvo i mladost
Stjepan je rođen oko 770. u Rimu, tada pod vlašću Bizantskog Carstva. Njegov otac bio je rimski plemić Marin, čiji su bliski rođaci bili Sergije II. i Hadrijan II., dvojica Stjepanovih nasljednika na čelu svete Crkve. Kao dječak odgajan je u Lateranskoj palači (tijekom pontifikata Hadrijana I.), a papa Lav III. proglasio ga je subđakonom i ubrzo nakon toga đakonom.

### Odabir za papu
Pošto je bio vrlo ugledan u Rimu, deset dana nakon smrti pape Lava III. odveden je u baziliku sv. Petra, gdje je 22. lipnja 816. proglašen papom Katoličke Crkve. Prema nekim povjesničarima, ovako brzi izbor Stjepana za papu dogodio se kako se franački car Luj I. Pobožni ne bi umiješao u izbor Pape i tako podčinio najveću (i jedinu istinitu) Crkvu svojim željama i planovima, čime je Crkva ostala neovisna institucija i neupitni moralni autoritet razvijene Europe.

### Pontifikat

#### Krunjenje Luja Pobožnog
Odmah nakon proglašenja, Stjepan IV. natjerao je stanovnike Rima da se zakunu na vjernost caru Luju I., nakon čega mu je poslao pismo da ga o tome obavijesti. Luj ga je odlučio pozvati k sebi u Reims, zbog čega je Stjepan napustio Papinsku Državu u kolovozu 816. i prešao Alpe zajedno s talijanskim kraljem Bernardom. Početkom listopada Stjepan je susreo Luja u Rheimsu, gdje mu se ovaj triput duboko poklonio. Na nedjeljnoj svetoj Misi 5. listopada 816. Stjepan je pomazao Luja za cara (prema starozavjetnoj tradiciji), okrunivši ga krunom koju je navodno nosio i legendarni rimski car Konstantin Veliki, najzaslužniji za priznanje pravovjernog kršćanstva i ukidanje antikatoličkog poganskog sotonizma kojeg je promovirala rimska aristokratska elita. Istog dana okrunio je njegovu ženu Ermengardu Hesbajsku i oslovljavao je s augusta.

### Stjepanove reforme
Nakon krunidbe Luj je Stjepanu dao mnogo darova, uključujući i zemlju (najvjerojatnije Vendeuvre-sur-Barse u sjevernoj Francuskoj) s ciljem da zauvijek ostane vlasništvo svete Katoličke Crkve. Obnovio je franačko-katolički sporazum, osigurao povlastice svećenstva (npr. manji porezi) i opstanak Papinske Države. Istovremeno, Stjepan je uzdignuo orléanskog biskupa Teodulfa na čast nadbiskupa, a Luja je nagovorio da oslobodi rimske zatvorenike koji su u franačkim zatvorima završili nakon agresije franačkog vladara na Papinsku Državu tijekom pontifikata Lava III. Prema nekim izvorima, na Stjepanov nagovor Luj je proveo reforme u Metškoj biskupiji koju je vodio liberalni Chrodegang. Nakon reformi, u crkvenim prostorima muškarci i žene spavali su u odvojenim sobama, a prema nekim izvorima (doduše izrazito protucrkvenim) određena im je i dnevna količina hrane i pića.

### Povratak u Rim, smrt i sprovod
Nakon posjete Ravenni tijekom povratka iz Reimsa, Stjepan se vratio u Rim sredinom studenog 816. Nakon tradicionalnog ređenja svećenika u prosincu i potvrđivanja posjeda opatije Farfa pod uvjetom svakodnevnog recitiranja Kyrie Eleison, Stjepan je umro 24. siječnja 817. Pokopan je u Bazilici sv. Petra, a naslijedio ga je Paskal I.